# المبطوح (القبيطة)

تعديل مصدري - تعديل

المبطوح هي إحدى قرى عزلة كرش بمديرية القبيطة التابعة لمحافظة لحج، بلغ تعداد سكانها 50 نسمة حسب تعداد اليمن لعام 2004.